# Pupieno
Marco Clodio Pupieno Massimo (latino: Marcus Clodius Pupienus Maximus; 165 circa – Roma, 29 luglio 238) è stato un imperatore romano, eletto assieme al collega Decimo Celio Calvino Balbino dal Senato nell'aprile 238, dopo la caduta di Gordiano I e Gordiano II mentre combattevano contro l'imperatore Massimino il Trace.

## Biografia

### Origini e carriera
La sua famiglia era composta dal figlio Tiberio Clodio Pupieno Massimo e dalla figlia Pupiena Sestia Paolina Cetegilla; forse Marco Pupieno Africano, console del 236 fu suo figlio.
La carriera di Pupieno è raccontata dalla spesso inaffidabile Historia Augusta, che dipinge un uomo di umili condizioni salito nella scala sociale grazie a una carriera nell'esercito romano. Secondo questa fonte, infatti, Pupieno sarebbe stato prima primus pilus (primo centurione di una legione), poi tribuno militare, pretore, proconsole di Bitinia, Grecia e Gallia Narbonense, console suffetto (probabilmente nel 207) e ordinario (nel 234); combatté prima nell'Illirico contro i Sarmati Iazigi e poi, divenuto governatore di Germania (Superiore o Inferiore) contro i Germani (Franchi o Alemanni). Nel 234 sarebbe divenuto praefectus urbi, guadagnandosi la fama di severità. Il più autorevole Erodiano conferma il governatorato della Germania, che esercitò con successo, tanto che in seguito, quando avrebbe avuto bisogno di raccogliere truppe contro Massimino il Trace, sarebbero accorsi molti Germani.

### Ascesa al trono
Al di là della veridicità del racconto al riguardo delle sue umili origini, Pupieno è attestato come appartenente all'aristocrazia senatoriale romana. Nel 238 il Senato romano, che aveva accettato malvolentieri l'elevazione a imperatore di Massimino il Trace da parte dell'esercito, colse l'occasione di una rivolta in Africa per nominarne i capi imperatori (Gordiano I e Gordiano II) e per dichiarare Massimino "nemico dello Stato"; temendo, correttamente, un attacco di Massimino, che si trovava sulla frontiera danubiana, il Senato formò una commissione, detta XX Viri Ex S.C. Rei Publicae Curandae ("Vigintiviri per la cura dello Stato per volere del Senato"), il cui scopo era difendere la città da Massimino, e di cui faceva parte anche Decimo Celio Calvino Balbino.
Attorno alla metà del mese di aprile del 238, però, Capelliano, ex-governatore della Mauretania e ora governatore di Numidia leale a Massimino, sconfisse l'esercito dei due Gordiani nella battaglia di Cartagine, ponendo fine alla loro rivolta. Avendo perso i propri capi, e trovandosi di fronte alla minaccia posta da Massimino che stava giungendo dalla frontiera, il Senato si riunì in fretta nel Tempio di Giove Capitolino ed elesse due nuovi imperatori, Pupieno e Balbino (22 aprile).
Si ebbe però una rivolta della plebe di Roma, in particolare dei sostenitori del partito dei Gordiani, che volevano fosse eletto imperatore uno della famiglia dei ribelli sconfitti. Pupieno e Balbino raccolsero un certo numero di giovani dell'ordine equestre e cercarono di aprirsi un varco tra la folla, essendone respinti. Decisero allora di nominare cesare il figlio di Antonia Gordiana, sorella di Gordiano II e figlia di Gordiano I, passato alla storia come Gordiano III. Pupieno, in virtù della sua carriera militare, fu inviato contro Massimino alla testa dell'esercito a Ravenna, mentre Balbino rimaneva a Roma a sedare una rivolta della plebe dovuta all'uccisione di due pretoriani per mano di due senatori nella Curia.
Nel frattempo, la situazione di Massimino non era facile. Il malcontento per la scarsità di rifornimenti e le difficoltà incontrate nell'assedio di Aquileia, spinsero i suoi legionari a riconsiderare la loro fedeltà. I soldati della Legio II Parthica uccisero l'usurpatore e si arresero a Pupieno  all'inizio di maggio.

### Regno e caduta

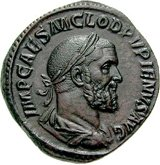
Sesterzio di Pupieno Massimo

Pupieno entrò in Aquileia trionfante e offri pubblici sacrifici; in seguito fece un breve discorso alle truppe riunite, che dallo stesso si erano recate in pace; diede loro un premio in denaro, invitandoli a tornare presso le loro sedi lungo il limes per compiere il loro dovere, ora fedeli ai nuovi Augusti; e infine fece ritorno a Roma insieme con la guardia pretoriana e gli ausiliari germanici.
Nella capitale fu accolto da Balbino, Gordiano e l'intero Senato come un trionfatore. Tenne, quindi, un discorso ai senatori, poi da lì, insieme con Balbino e Gordiano III, si ritirò al palazzo imperiale. Poco dopo cominciarono nuovi disordini in città. Balbino era stato coinvolto nello scontro con i partigiani di Gordiano III e la città bruciava per gli incendi appiccati dai rivoltosi. Con la presenza di entrambi i co-imperatori, la situazione si stabilizzò, ma l'inquietudine rimase. Il rapporto fra Balbino e Pupieno fu inquinato dal sospetto fin dall'inizio. Entrambi, infatti, temevano di essere assassinati l'uno dall'altro. Essi pianificarono una grandissima doppia campagna, Pupieno contro i Sasanidi e Balbino contro le tribù germaniche, ma nel frattempo si combattevano spesso fra loro.
Fu forse il timore che gli imperatori scelti dal senato sciogliessero la Guardia pretoriana sostituendola con la guardia germanica che spinse alcuni pretoriani a mettere in atto un colpo di Stato. Pupieno, avvertito del pericolo, chiese a Balbino di convocare la guardia germanica, ma questi, temendo si trattasse di un tranello per ucciderlo si rifiutò, incominciando un acceso alterco col collega. I pretoriani ebbero dunque vita facile a penetrare nel palazzo imperiale e a catturare i due augusti indifesi, che furono portati nell'accampamento della Guardia, dove furono macellati. All'arrivo della guardia germanica, i pretoriani avevano già acclamato imperatore Gordiano III.
Essi avevano regnato insieme poco più di tre mesi. Le monete emesse nel loro breve regno mostrano uno dei due su una faccia e due mani allacciate sull'altra a simboleggiare il loro potere congiunto.